# Wasilis Karapialis
Wasilis Karapialis (gr.: Βασίλης Kαραπιάλης; ur. 13 czerwca 1965 w Larisie) – grecki piłkarz występujący na pozycji pomocnika.

## Kariera klubowa
Karapialis karierę rozpoczynał w 1985 roku w pierwszoligowej Larisie. W 1988 roku wywalczył z nią mistrzostwo Grecji. Graczem Larisy był przez 6 sezonów, a w 1991 roku został zawodnikiem także pierwszoligowego Olympiakosu. W jego barwach zadebiutował 1 września 1991 w wygranym 4:2 meczu z AEK Ateny. Wraz z Olypmiakosem, Karapialis czterokrotnie zdobył mistrzostwo Grecji (1997, 1998, 1999, 2000), a także dwukrotnie Puchar Grecji (1992, 1999). W 2000 roku zakończył karierę.

## Kariera reprezentacyjna
W reprezentacji Grecji Karapialis zadebiutował 17 lutego 1988 w wygranym 3:2 towarzyskim meczu z Irlandią Północną, a 31 października 1990 w wygranym 4:0 pojedynku eliminacji Mistrzostw Europy 1992 z Maltą strzelił swojego pierwszego gola w kadrze. W latach 1988–1994 w drużynie narodowej rozegrał 21 spotkań i zdobył 2 bramki.